# Night of Champions (2025)
Night of Champions (2025), também promovido como Night of Champions: Riyadh, foi um evento de luta livre profissional produzido pela WWE. Foi a 11ª edição do Night of Champions e aconteceu no sábado, 28 de junho de 2025, na Kingdom Arena em Riade, Arábia Saudita. O evento foi transmitido via pay-per-view (PPV) e transmissão ao vivo, contando com lutadores das divisões Raw e SmackDown da promoção. O Night of Champions é caracterizado por apresentar lutas valendo cinturões; no entanto, o evento de 2025 teve apenas duas, embora outras duas estivessem planejadas, mas foram canceladas devido a lesões.
O evento sediou as finais do 24º torneio King of the Ring e do terceiro torneio Queen of the Ring, sendo que os últimos torneios para cada um foram realizados em 2024. Este foi o segundo Night of Champions consecutivo a acontecer na Arábia Saudita e o 13º evento que a WWE realizou no país sob uma parceria de 10 anos, em apoio à Saudi Vision 2030, e subsequentemente o único evento PPV e de transmissão ao vivo da WWE no país em 2025. Esta edição contou com a última aparição de John Cena no Night of Champions, bem como sua última aparição em eventos pay-per-view e transmissão ao vivo na Arábia Saudita como um lutador em ação devido à sua aposentadoria da luta livre profissional no final de 2025.
Seis lutas foram disputadas no evento. No evento principal, John Cena derrotou CM Punk para manter o Campeonato Indiscutível da WWE do SmackDown. Em outras lutas de destaque, Jade Cargill, do SmackDown, derrotou Asuka, do Raw, para vencer o torneio Queen of the Ring, garantindo assim uma luta pelo Campeonato Feminino da WWE no SummerSlam. Na luta de abertura, Cody Rhodes derrotou Randy Orton — ambos do SmackDown — para vencer o torneio King of the Ring, garantindo assim uma luta pelo Campeonato Indiscutível da WWE, também no SummerSlam. O evento marcou o retorno de Tonga Loa, em sua primeira aparição após sofrer uma lesão no Survivor Series: WarGames, em novembro de 2024, e a estreia televisiva de Hikuleo na WWE, cujo nome de ringue foi alterado para Talla Tonga.

## Produção

### Introdução
Night of Champions foi um evento anual de pay-per-view (PPV) produzido pela WWE desde 2007. O evento continuou anualmente até 2015, mas foi descontinuado até ser reinstaurado em 2023. No início de 2018, a WWE iniciou uma parceria estratégica multiplataforma de 10 anos com o Ministério do Esporte (anteriormente Autoridade Geral de Esportes) em apoio ao Saudi Vision 2030, o programa de reforma social e econômica da Arábia Saudita. O Night of Champions de 2023 foi o primeiro da história realizado na Arábia Saudita, mais especificamente em Jidá, e marcou o nono evento promovido no país como parte da parceria entre a WWE e o governo saudita.
Em 10 de maio de 2025, a WWE anunciou que a 11ª edição do Night of Champions aconteceria no sábado, 28 de junho de 2025, na Kingdom Arena em Riade, Arábia Saudita, e contaria com lutadores das divisões de marca Raw e SmackDown. Este foi o segundo Night of Champions consecutivo realizado na Arábia Saudita e marcou o 13º evento que a WWE realizou no país. Foi também o único pay-per-view e transmissão ao vivo da empresa em solo saudita em 2025, já que três eventos desse tipo estão programados para 2026. Com exceção do período entre o início de 2020 e meados de 2021, devido à pandemia de COVID-19, a WWE vinha promovendo dois eventos por ano na região desde 2018. O episódio de 27 de junho do Friday Night SmackDown também foi realizado na Arábia Saudita.
Além de ser transmitido mundialmente por pay-per-view tradicional e por transmissão ao vivo pelo Peacock nos Estados Unidos, o evento também esteve disponível para transmissão ao vivo pela Netflix na maioria dos mercados internacionais e pela WWE Network nos países restantes que ainda não migraram para a Netflix devido a contratos preexistentes. Este foi o primeiro Night of Champions a ser transmitido pela Netflix após a fusão da WWE Network com o serviço em janeiro de 2025 nessas regiões.

### Histórias
O card incluiu lutas resultantes de histórias roteirizadas. Os resultados foram predeterminados pelos escritores da WWE nas marcas Raw e SmackDown, enquanto as histórias foram produzidas nos programas semanais de televisão da WWE, Monday Night Raw e Friday Night SmackDown.
Durante o episódio de 6 de junho do SmackDown, os torneios para o 24º King of the Ring e o terceiro Queen of the Ring foram anunciados para começar no episódio de 9 de junho do Raw, posteriormente realizados em episódios do Raw e SmackDown e culminando no Night of Champions com o vencedor de cada torneio recebendo uma luta pelo campeonato mundial de sua respectiva marca no SummerSlam. As semifinais ocorreram nos episódios de 20 de junho do SmackDown e de 23 de junho do Raw. Randy Orton e Cody Rhodes, ambos do SmackDown, venceram suas respectivas lutas semifinais, definindo a final do torneio King of the Ring. Já Asuka, do Raw, e Jade Cargill, do SmackDown, venceram suas semifinais, estabelecendo a final do Queen of the Ring.
No episódio de 9 de junho do Raw, o campeão indiscutível da WWE John Cena foi confrontado pelo rival de longa data CM Punk, com Punk desafiando Cena para uma luta pelo título no episódio daquela noite. Cena aceitou o desafio de Punk, mas apenas se a luta fosse no Night of Champions, na Arábia Saudita (referindo-se às críticas legítimas de Punk ao país do Oriente Médio). Punk concordou, e a luta foi posteriormente oficializada.
Como resultado da derrota de Solo Sikoa na luta pelo colar Ula Fala da família Anoaʻi para seu primo Roman Reigns durante a estreia do Raw na Netflix em janeiro, surgiram tensões entre Sikoa e seu outro primo e companheiro de grupo na Bloodline, Jacob Fatu, que continuaram a crescer nos meses seguintes. No episódio de 6 de junho do SmackDown, Fatu ouviu Sikoa o insultando enquanto conversava com JC Mateo, o que levou Fatu a trair Sikoa e custar-lhe a vitória na luta de escadas do Money in the Bank no evento homônimo na noite seguinte. No episódio seguinte do SmackDown, Sikoa declarou que apareceria no programa da semana seguinte, disposto a aceitar Fatu de volta ao grupo. Lá, Sikoa se desculpou com Fatu, que não aceitou o pedido e afirmou que Sikoa havia mudado desde que Fatu conquistou o Campeonato dos Estados Unidos da WWE na WrestleMania 41, em abril. Fatu então desafiou Sikoa para uma luta pelo título, mas Sikoa tentou atacá-lo — sem sucesso. Mateo se juntou a Sikoa no ataque, mas Fatu levou a melhor após a ajuda de seu primo Jimmy Uso. Mais tarde naquela noite, Fatu anunciou que, após conversar com o gerente geral do SmackDown, Nick Aldis, defenderia o título contra Sikoa no Night of Champions.
No episódio de 9 de junho do Raw, Raquel Rodriguez interferiu na luta qualificatória de Rhea Ripley para o Queen of the Ring em nome de sua parceira de dupla, Liv Morgan, fazendo com que Ripley perdesse a luta. Em retaliação, Ripley fez com que Rodriguez perdesse sua luta qualificatória na semana seguinte. No episódio de 23 de junho, Rodriguez confrontou Ripley, e as duas se envolveram em uma briga, com Rodriguez aplicando uma Tejana Bomb em Ripley através de uma mesa. Mais tarde, Ripley exigiu do gerente geral do Raw, Adam Pearce, uma luta contra Rodriguez, e uma Street Fight foi marcada para o Night of Champions.
Desde o início de 2025, Karrion Kross vinha perseguindo Sami Zayn, com os dois tendo vários confrontos nos bastidores, onde Kross zombava de Zayn por fracassar em suas tentativas de conquistar o título mundial. Após ser eliminado nas semifinais do torneio King of the Ring, Zayn foi confrontado mais uma vez por Kross no episódio de 23 de junho do Raw , que afirmou que Zayn jamais se tornaria campeão mundial. Zayn então deu um tapa em Kross e anunciou que, após conversar com o gerente geral do Raw, Adam Pearce, uma luta entre os dois havia sido oficializada. Mais tarde naquela noite, foi confirmado que a luta aconteceria no Night of Champions.

#### Luta cancelada
No episódio de 5 de maio do Raw, AJ Styles afirmou que iria atrás do Campeonato Intercontinental da WWE de Dominik Mysterio, com Mysterio pedindo ao seu parceiro de grupo no Judgment Day, Finn Bálor, que lidasse com Styles. Uma luta entre Bálor e Styles ocorreu no episódio seguinte, onde Styles venceu, e no episódio seguinte, o time de Styles derrotou Bálor e JD McDonagh em uma luta de duplas. A rivalidade entre eles foi retomada um mês depois, no episódio de 16 de junho, onde Styles derrotou McDonagh. Após a luta, Mysterio atacou Styles, mas Styles levou a melhor. Mysterio então foi salvo por Bálor, enquanto Styles recuava levando o cinturão de Mysterio. Após devolver o cinturão ao gerente geral do SmackDown, Nick Aldis, que estava substituindo o gerente geral do Raw Adam Pearce naquela noite, anunciou que Styles enfrentaria Mysterio pelo Campeonato Intercontinental no Night of Champions. Na semana seguinte, no entanto, Pearce anunciou que, devido a uma lesão sofrida por Mysterio, a luta foi adiada e, portanto, não aconteceria no Night of Champions.
No episódio do dia 16 de junho do Raw, a WWE começou a sugerir uma rivalidade entre Liv Morgan e a campeã mundial feminina Iyo Sky, com relatos posteriores confirmando que uma luta entre as duas pelo título estava marcada para acontecer no Night of Champions. No entanto, durante o mesmo episódio, Morgan sofreu uma luxação no ombro durante uma luta contra Kairi Sane, o que acabou levando ao cancelamento desses planos.

## Evento
| Papel:                    | Nome:               |
| ------------------------- | ------------------- |
| Comentaristas em inglês   | Michael Cole        |
| Comentaristas em inglês   | Wade Barrett        |
| Comentaristas em árabe    | Faisal Al-Mughaisib |
| Comentaristas em árabe    | Jude Al-Dajani      |
| Comentaristas em espanhol | Marcelo Rodriguez   |
| Comentaristas em espanhol | Jerry Soto          |
| Anunciador de ringue      | Mark Nash           |
| Árbitros                  | Danilo Anfibio      |
| Árbitros                  | Daphanie LaShaunn   |
| Árbitros                  | Charles Robinson    |
| Árbitros                  | Ryan Tran           |
| Árbitros                  | Dan Engler          |
| Entrevistador             | Byron Saxton        |
| Painel do pré-show        | Michael Cole        |
| Painel do pré-show        | Jackie Redmond      |
| Painel do pré-show        | Wade Barrett        |
| Painel do pré-show        | Byron Saxton        |

### Lutas preliminares
O evento começou com Cody Rhodes enfrentando Randy Orton na final do 24º torneio King of the Ring. Durante a luta, Rhodes aplicou um Cross Rhodes em Orton, e Orton aplicou um RKO em Rhodes — com ambos chegando perto da vitória. Orton tentou o Punt Kick, mas Rhodes contra-atacou e aplicou um Figure-Four Leglock em Orton, que alcançou as cordas para interromper a submissão. Rhodes saltou da corda do meio, mas Orton o pegou com um RKO, quase vencendo a luta. Quando Orton pegou uma cadeira de aço, o árbitro a tirou dele. Em seguida, Orton expôs o turnbuckle superior, mas Rhodes o empurrou contra ele e aplicou um Cross Rhodes para vencer a luta.
Na segunda luta, Rhea Ripley enfrentou Raquel Rodriguez em uma Riyadh Boulevard Street Fight. Rodriguez dominou a maior parte da luta. Durante o combate, Rodriguez pegou uma mesa e a posicionou em um dos cantos do ringue. Ripley lançou Rodriguez contra os degraus de aço posicionados na beira do ringue. Em seguida, Ripley tirou o cinto e chicoteou Rodriguez repetidamente. Ripley aplicou um Razor's Edge Powerbomb seguido de um chute em Rodriguez, chegando perto da vitória. Roxanne Perez apareceu e atacou Ripley, mas Ripley rapidamente retomou o controle com um suplex fora do ringue. Rodriguez então lançou Ripley contra o poste do ringue e os degraus, antes de aplicar um corkscrew Vader Bomb, quase vencendo a luta. Rodriguez tentou aplicar um Tejana Bomb em Ripley através de uma mesa, mas Ripley contra-atacou. No final, Ripley aplicou um Avalanche Riptide em Rodriguez de cima da mesa, que estava apoiada nas cordas superiores, e venceu a luta.
Em seguida, Sami Zayn enfrentou Karrion Kross. Kross aplicou o Kross Jacket em Zayn. Zayn tentou resistir e eventualmente conseguiu alcançar as cordas, forçando a interrupção da submissão. No final, Zayn aplicou um Helluva Kick em Kross para vencer a luta.
Na quarta luta, Jacob Fatu defendeu o Campeonato dos Estados Unidos contra Solo Sikoa. Durante o combate, JC Mateo apareceu e Tonga Loa aplicou um neckbreaker em Fatu. Sikoa então tentou o pin em Fatu, quase vencendo a luta. Em seguida, Fatu realizou um suicide dive sobre Loa e Mateo. Fatu teve Sikoa em desvantagem após um moonsault, mas Hikuleo puxou Fatu para fora do ringue e o arremessou com um chokeslam sobre a mesa dos comentaristas. De volta ao ringue, Sikoa finalizou Fatu com um Samoan Spike e conquistou o título.
Na penúltima luta, Jade Cargill enfrentou Asuka na final do terceiro torneio Queen of the Ring. No final, Asuka tentou aplicar o Empress Impact, mas Cargill contra-atacou com o Jaded para vencer a luta.

### Evento principal
No evento principal, John Cena defendeu o Campeonato Indiscutível da WWE contra CM Punk. Durante toda a luta, Punk escapou de três Attitude Adjustments. Punk também aplicou seu próprio STF em Cena, que alcançou as cordas para quebrar a submissão. Depois que Cena se recusou a atacar Punk com o cinturão de campeão, Punk contra-atacou uma tentativa de Attitude Adjustment com um GTS, quase vencendo a luta. Enquanto aplicava seus shoulder tackles, Cena incapacitou o árbitro. Punk então aplicou o GTS em Cena, mas não havia árbitro para fazer a contagem. Seth Rollins chegou acompanhado de Paul Heyman (com a maleta do Money in the Bank), Bron Breakker e Bronson Reed. Punk conseguiu conter momentaneamente Breakker e Reed, que então derrubaram Punk sobre a mesa dos comentaristas. Cena impediu Charles Robinson de entrar no ringue e derrubou Rollins com um Attitude Adjustment. Enquanto Breakker e Reed atacavam Cena, Penta os enfrentou, mas foi dominado por Breakker até que Sami Zayn apareceu para ajudar. Penta então derrubou Breakker e Zayn com um crossbody vindo da rampa de entrada. Punk jogou Reed de cima da corda superior, e Cena aplicou um Attitude Adjustment em Reed. Quando Punk tentou contra-atacar uma tentativa de golpe baixo com um GTS, Rollins atacou Punk com um stomp. Cena então fez o pin em Punk para manter o título.

## Após o evento

### Raw
No episódio seguinte do Raw, enquanto Ripley falava sobre sua vitória no Night of Champions, ela foi interrompida pela campeã mundial feminina Iyo Sky. As duas então concordaram em uma luta pelo título no Evolution.
O detentor do contrato do Money in the Bank masculino de 2025, Seth Rollins, interrompeu o campeão mundial dos pesos pesados Gunther e insinuou que faria o cash-in sobre ele, antes de ser atacado primeiro por CM Punk e depois por LA Knight. Uma luta entre Rollins e Knight foi marcada para o Saturday Night's Main Event XL, para desagrado de Punk. No evento principal, Bronson Reed e Bron Breakker derrotaram Sami Zayn e Penta. Reed e Breakker continuaram atacando Zayn e Penta após a luta, até que Jey Uso os salvou.

### SmackDown
No SmackDown seguinte, Cody Rhodes foi parabenizado por Randy Orton, o finalista do torneio King of the Ring, que desejou boa sorte a Rhodes em sua luta contra John Cena no SummerSlam, antes de ser interrompido por Drew McIntyre, que fez seu retorno.
Ainda no SmackDown, Jacob Fatu e Jimmy Uso derrotaram Solo Sikoa e JC Mateo. Após a luta, Sikoa, Talla Tonga e Tonga Loa jogaram Fatu através da mesa de comentaristas.

## Resultados
| Nº                                          | Resultados                                      | Estipulações | Tempo |
| ------------------------------------------- | ----------------------------------------------- | --- | ----- |
| 1                                           | Cody Rhodes derrotou Randy Orton                | Final do torneio King of the Ring Como Rhodes venceu, ele foi coroado como "King of the Ring" e garantiu uma luta pelo Campeonato Indiscutível da WWE do SmackDown no SummerSlam. | 19:45 |
| 2                                           | Rhea Ripley derrotou Raquel Rodriguez           | Riyadh Boulevard Street Fight | 14:00 |
| 3                                           | Sami Zayn derrotou Karrion Kross (com Scarlett) | Luta individual | 13:35 |
| 4                                           | Solo Sikoa derrotou Jacob Fatu (c)              | Luta individual pelo Campeonato dos Estados Unidos da WWE | 12:05 |
| 5                                           | Jade Cargill derrotou Asuka                     | Final do torneio Queen of the Ring Como Cargill venceu, ela foi coroada como "Queen of the Ring" e garantiu uma luta pelo Campeonato Feminino da WWE do SmackDown no SummerSlam.  | 8:35  |
| 6                                           | John Cena (c) derrotou CM Punk                  | Luta individual pelo Campeonato Indiscutível da WWE | 26:15 |
| (c) – Refere-se aos campeões antes da luta. |                                                 | |       |

### TorneioKing of the Ring
|  |                                                                          |                                                                          |             |       |                                                        |                                                        |  |  |                                         |                                         |
|  | Primeira rodada (Raw, 9 de junho e 16 de junho) (SmackDown, 13 de junho) | Primeira rodada (Raw, 9 de junho e 16 de junho) (SmackDown, 13 de junho) |             |       | Semifinais (SmackDown, 20 de junho) (Raw, 23 de junho) | Semifinais (SmackDown, 20 de junho) (Raw, 23 de junho) |  |  | Final (Night of Champions, 28 de junho) | Final (Night of Champions, 28 de junho) |
|  | Primeira rodada (Raw, 9 de junho e 16 de junho) (SmackDown, 13 de junho) | Primeira rodada (Raw, 9 de junho e 16 de junho) (SmackDown, 13 de junho) |             |       | Semifinais (SmackDown, 20 de junho) (Raw, 23 de junho) | Semifinais (SmackDown, 20 de junho) (Raw, 23 de junho) |  |  | Final (Night of Champions, 28 de junho) | Final (Night of Champions, 28 de junho) |
|  |                                                                          |                                                                          |             |       |                                                        |                                                        |  |  |                                         |                                         |
|  |                                                                          |                                                                          |             |       |                                                        |                                                        |  |  |                                         |                                         |
|  | Bron Breakker                                                            | –                                                                        |             |       |                                                        |                                                        |  |  |                                         |                                         |
|  | Bron Breakker                                                            | –                                                                        |             |       |                                                        |                                                        |  |  |                                         |                                         |
|  | Dominik Mysterio                                                         | 17:05                                                                    |             |       |                                                        |                                                        |  |  |                                         |                                         |
|  | Dominik Mysterio                                                         | 17:05                                                                    |             |       |                                                        |                                                        |  |  |                                         |                                         |
|  | Penta                                                                    | –                                                                        |             |       |                                                        |                                                        |  |  |                                         |                                         |
|  | Penta                                                                    | –                                                                        |             |       |                                                        |                                                        |  |  |                                         |                                         |
|  | Sami Zayn                                                                | Pin                                                                      |             |       |                                                        |                                                        |  |  |                                         |                                         |
|  | Sami Zayn                                                                | Pin                                                                      |             |       |                                                        |                                                        |  |  |                                         |                                         |
|  |                                                                          |                                                                          | Sami Zayn   | 11:25 |                                                        |                                                        |  |  |                                         |                                         |
|  |                                                                          |                                                                          | Sami Zayn   | 11:25 |                                                        |                                                        |  |  |                                         |                                         |
|  |                                                                          |                                                                          |             |       | Randy Orton                                            | Pin                                                    |  |  |                                         |                                         |
|  |                                                                          |                                                                          |             |       | Randy Orton                                            | Pin                                                    |  |  |                                         |                                         |
|  | Aleister Black                                                           | –                                                                        |             |       |                                                        |                                                        |  |  |                                         |                                         |
|  | Aleister Black                                                           | –                                                                        |             |       |                                                        |                                                        |  |  |                                         |                                         |
|  | Carmelo Hayes                                                            | –                                                                        |             |       |                                                        |                                                        |  |  |                                         |                                         |
|  | Carmelo Hayes                                                            | –                                                                        |             |       |                                                        |                                                        |  |  |                                         |                                         |
|  | LA Knight                                                                | 16:15                                                                    |             |       |                                                        |                                                        |  |  |                                         |                                         |
|  | LA Knight                                                                | 16:15                                                                    |             |       |                                                        |                                                        |  |  |                                         |                                         |
|  | Randy Orton                                                              | Pin                                                                      |             |       |                                                        |                                                        |  |  |                                         |                                         |
|  | Randy Orton                                                              | Pin                                                                      |             |       |                                                        |                                                        |  |  |                                         |                                         |
|  |                                                                          |                                                                          | Randy Orton | 19:45 |                                                        |                                                        |  |  |                                         |                                         |
|  |                                                                          |                                                                          |             |       |                                                        |                                                        |  |  |                                         |                                         |
|  |                                                                          |                                                                          | Cody Rhodes | Pin   |                                                        |                                                        |  |  |                                         |                                         |
|  |                                                                          |                                                                          | Cody Rhodes | Pin   |                                                        |                                                        |  |  |                                         |                                         |
|  | Andrade                                                                  | –                                                                        |             |       |                                                        |                                                        |  |  |                                         |                                         |
|  | Andrade                                                                  | –                                                                        |             |       |                                                        |                                                        |  |  |                                         |                                         |
|  | Cody Rhodes                                                              | Pin                                                                      |             |       |                                                        |                                                        |  |  |                                         |                                         |
|  | Cody Rhodes                                                              | Pin                                                                      |             |       |                                                        |                                                        |  |  |                                         |                                         |
|  | Damian Priest                                                            | –                                                                        |             |       |                                                        |                                                        |  |  |                                         |                                         |
|  | Damian Priest                                                            | –                                                                        |             |       |                                                        |                                                        |  |  |                                         |                                         |
|  | Shinsuke Nakamura                                                        | 17:05                                                                    |             |       |                                                        |                                                        |  |  |                                         |                                         |
|  | Shinsuke Nakamura                                                        | 17:05                                                                    |             |       |                                                        |                                                        |  |  |                                         |                                         |
|  |                                                                          |                                                                          | Cody Rhodes | Pin   |                                                        |                                                        |  |  |                                         |                                         |
|  |                                                                          |                                                                          | Cody Rhodes | Pin   |                                                        |                                                        |  |  |                                         |                                         |
|  |                                                                          |                                                                          |             |       | Jey Uso                                                | 20:00                                                  |  |  |                                         |                                         |
|  |                                                                          |                                                                          |             |       | Jey Uso                                                | 20:00                                                  |  |  |                                         |                                         |
|  | Bronson Reed                                                             | 17:25                                                                    |             |       |                                                        |                                                        |  |  |                                         |                                         |
|  | Bronson Reed                                                             | 17:25                                                                    |             |       |                                                        |                                                        |  |  |                                         |                                         |
|  | Jey Uso                                                                  | Pin                                                                      |             |       |                                                        |                                                        |  |  |                                         |                                         |
|  | Jey Uso                                                                  | Pin                                                                      |             |       |                                                        |                                                        |  |  |                                         |                                         |
|  | Rusev                                                                    | –                                                                        |             |       |                                                        |                                                        |  |  |                                         |                                         |
|  | Rusev                                                                    | –                                                                        |             |       |                                                        |                                                        |  |  |                                         |                                         |
|  | Sheamus                                                                  | –                                                                        |             |       |                                                        |                                                        |  |  |                                         |                                         |
|  | Sheamus                                                                  | –                                                                        |             |       |                                                        |                                                        |  |  |                                         |                                         |

### TorneioQueen of the Ring
|  |                                                                          |                                                                          |               |       |                                                        |                                                        |  |  |                                         |                                         |
|  | Primeira rodada (Raw, 9 de junho e 16 de junho) (SmackDown, 13 de junho) | Primeira rodada (Raw, 9 de junho e 16 de junho) (SmackDown, 13 de junho) |               |       | Semifinais (SmackDown, 20 de junho) (Raw, 23 de junho) | Semifinais (SmackDown, 20 de junho) (Raw, 23 de junho) |  |  | Final (Night of Champions, 28 de junho) | Final (Night of Champions, 28 de junho) |
|  | Primeira rodada (Raw, 9 de junho e 16 de junho) (SmackDown, 13 de junho) | Primeira rodada (Raw, 9 de junho e 16 de junho) (SmackDown, 13 de junho) |               |       | Semifinais (SmackDown, 20 de junho) (Raw, 23 de junho) | Semifinais (SmackDown, 20 de junho) (Raw, 23 de junho) |  |  | Final (Night of Champions, 28 de junho) | Final (Night of Champions, 28 de junho) |
|  |                                                                          |                                                                          |               |       |                                                        |                                                        |  |  |                                         |                                         |
|  |                                                                          |                                                                          |               |       |                                                        |                                                        |  |  |                                         |                                         |
|  | Kairi Sane                                                               | 12:50                                                                    |               |       |                                                        |                                                        |  |  |                                         |                                         |
|  | Kairi Sane                                                               | 12:50                                                                    |               |       |                                                        |                                                        |  |  |                                         |                                         |
|  | Liv Morgan                                                               | –                                                                        |               |       |                                                        |                                                        |  |  |                                         |                                         |
|  | Liv Morgan                                                               | –                                                                        |               |       |                                                        |                                                        |  |  |                                         |                                         |
|  | Rhea Ripley                                                              | –                                                                        |               |       |                                                        |                                                        |  |  |                                         |                                         |
|  | Rhea Ripley                                                              | –                                                                        |               |       |                                                        |                                                        |  |  |                                         |                                         |
|  | Roxanne Perez                                                            | Pin                                                                      |               |       |                                                        |                                                        |  |  |                                         |                                         |
|  | Roxanne Perez                                                            | Pin                                                                      |               |       |                                                        |                                                        |  |  |                                         |                                         |
|  |                                                                          |                                                                          | Roxanne Perez | 11:30 |                                                        |                                                        |  |  |                                         |                                         |
|  |                                                                          |                                                                          | Roxanne Perez | 11:30 |                                                        |                                                        |  |  |                                         |                                         |
|  |                                                                          |                                                                          |               |       | Jade Cargill                                           | Pin                                                    |  |  |                                         |                                         |
|  |                                                                          |                                                                          |               |       | Jade Cargill                                           | Pin                                                    |  |  |                                         |                                         |
|  | Jade Cargill                                                             | Pin                                                                      |               |       |                                                        |                                                        |  |  |                                         |                                         |
|  | Jade Cargill                                                             | Pin                                                                      |               |       |                                                        |                                                        |  |  |                                         |                                         |
|  | Michin                                                                   | –                                                                        |               |       |                                                        |                                                        |  |  |                                         |                                         |
|  | Michin                                                                   | –                                                                        |               |       |                                                        |                                                        |  |  |                                         |                                         |
|  | Nia Jax                                                                  | –                                                                        |               |       |                                                        |                                                        |  |  |                                         |                                         |
|  | Nia Jax                                                                  | –                                                                        |               |       |                                                        |                                                        |  |  |                                         |                                         |
|  | Piper Niven                                                              | 12:50                                                                    |               |       |                                                        |                                                        |  |  |                                         |                                         |
|  | Piper Niven                                                              | 12:50                                                                    |               |       |                                                        |                                                        |  |  |                                         |                                         |
|  |                                                                          |                                                                          | Jade Cargill  | Pin   |                                                        |                                                        |  |  |                                         |                                         |
|  |                                                                          |                                                                          |               |       |                                                        |                                                        |  |  |                                         |                                         |
|  |                                                                          |                                                                          | Asuka         | 8:35  |                                                        |                                                        |  |  |                                         |                                         |
|  |                                                                          |                                                                          | Asuka         | 8:35  |                                                        |                                                        |  |  |                                         |                                         |
|  | Alba Fyre                                                                | –                                                                        |               |       |                                                        |                                                        |  |  |                                         |                                         |
|  | Alba Fyre                                                                | –                                                                        |               |       |                                                        |                                                        |  |  |                                         |                                         |
|  | Alexa Bliss                                                              | Pin                                                                      |               |       |                                                        |                                                        |  |  |                                         |                                         |
|  | Alexa Bliss                                                              | Pin                                                                      |               |       |                                                        |                                                        |  |  |                                         |                                         |
|  | Candice LeRae                                                            | 11:00                                                                    |               |       |                                                        |                                                        |  |  |                                         |                                         |
|  | Candice LeRae                                                            | 11:00                                                                    |               |       |                                                        |                                                        |  |  |                                         |                                         |
|  | Charlotte Flair                                                          | –                                                                        |               |       |                                                        |                                                        |  |  |                                         |                                         |
|  | Charlotte Flair                                                          | –                                                                        |               |       |                                                        |                                                        |  |  |                                         |                                         |
|  |                                                                          |                                                                          | Alexa Bliss   | 9:25  |                                                        |                                                        |  |  |                                         |                                         |
|  |                                                                          |                                                                          | Alexa Bliss   | 9:25  |                                                        |                                                        |  |  |                                         |                                         |
|  |                                                                          |                                                                          |               |       | Asuka                                                  | Pin                                                    |  |  |                                         |                                         |
|  |                                                                          |                                                                          |               |       | Asuka                                                  | Pin                                                    |  |  |                                         |                                         |
|  | Asuka                                                                    | Pin                                                                      |               |       |                                                        |                                                        |  |  |                                         |                                         |
|  | Asuka                                                                    | Pin                                                                      |               |       |                                                        |                                                        |  |  |                                         |                                         |
|  | Ivy Nile                                                                 | –                                                                        |               |       |                                                        |                                                        |  |  |                                         |                                         |
|  | Ivy Nile                                                                 | –                                                                        |               |       |                                                        |                                                        |  |  |                                         |                                         |
|  | Raquel Rodriguez                                                         | 15:50                                                                    |               |       |                                                        |                                                        |  |  |                                         |                                         |
|  | Raquel Rodriguez                                                         | 15:50                                                                    |               |       |                                                        |                                                        |  |  |                                         |                                         |
|  | Stephanie Vaquer                                                         | –                                                                        |               |       |                                                        |                                                        |  |  |                                         |                                         |
|  | Stephanie Vaquer                                                         | –                                                                        |               |       |                                                        |                                                        |  |  |                                         |                                         |